# Hinterland (película de 2021)
Hinterland es una película de suspense policial austríaco-luxemburguesa de 2021 dirigida por Stefan Ruzowitzky y protagonizada por Murathan Muslu y Liv Lisa Fries. El título hace referencia al concepto germánico de Hinterland, el territorio de retarguardia y su situación después del desgaste, en este caso, de la Gran Guerra. 

## Sinopsis
La película está ambientada en Viena en 1920, después de la caída del Imperio austrohúngaro. El ex detective Peter Perg regresa a casa después del final de la Primera Guerra Mundial, después de haber pasado años como prisionero de guerra. Después de una serie de asesinatos de otros prisioneros de guerra, une fuerzas con la médica forense Theresa Körner para resolver los crímenes.

## Reparto
- Murathan Muslu como Peter Perg
- Liv Lisa Fries como Dr. Theresa Körner
- Max von der Groeben como comisario Paul Severin
- Marc Limpach como asesor Victor Renner
- Aaron Friesz como Kovacs
- Stipe Erceg como Bauer
- Margarethe Tiesel como conserje
- Matthias Schweighöfer como Josef Severin
- Miriam Fontaine como Anna Perg
- Lukas Johne como capataz
- Wolfgang Pissecker como guardián de prisión
- Konstantin Rommelfangen como Sesta
- Fabian Schiffkorn como policía
- Eugen Victor como portero
- Timo Wagner como teniente primero Krainer
- Lukas Walcher como Heresmaty
- Trystan Pütter como Rudolf Gerster
- Germain Wagner como Graf von Starkenberg

## Producción
La película se rodó en gran medida con tecnología de pantalla azul, las escenas se crearon principalmente en la computadora. En julio de 2021 se estrenó un tráiler de la película.

## Estreno
La película se estrenó en el 74º Festival de Cine de Locarno el 6 de agosto de 2021 y ganó el premio Prix du public UBS.
Su estreno en Alemania fue el 7 de octubre de 2021.

## Premios y nominaciones
| Año  | Galardón                        | Categoría              | Obra       | Resultado | Ref.  |
| ---- | ------------------------------- | ---------------------- | ---------- | --------- | ----- |
| 2021 | 74° Festival de Cine de Locarno | Premio del público UBS | Hinterland | Ganador   | [ 5 ] |